# Anna Nordlander

Vid hängvaggan. Studie. Olja på duk.

Anna Catharina Nordlander, född 26 mars 1843 i Skellefteå, död 28 april 1879 i Stockholm, var en svensk målare och tecknare.
Anna Nordlander har senare gett upphov och namn till bildandet av ett konst- och kvinnomuseum i Skellefteå, Museum Anna Nordlander, grundat 1995, med inriktning på samtidskonst och genus.

## Biografi
Anna Nordlander tillhörde släkten Nordlander från Bjärtrå. Hon föddes som dotter till kyrkoherde Nils Nordlander, grundare av Skellefteå, och Anna Maria Gestrin. Hon växte upp i Skellefteås prästgård. Fadern utövade viss bildkonst som personligt intresse, bland annat med en känd avbildning i form av ett porträtt av sin företrädare, Nils Ström, som förvaras i Skellefteås kyrkoarkiv.
I en tid då kvinnans plats ansågs vara i hemmet, satsade hon på en yrkeskarriär som konstnär. Hon antogs vid Fruntimmersavdelningen på Kungliga Akademien för de fria konsterna år 1866, två år efter att akademien hade öppnats för antagning för kvinnor. Hon fortsatte sin utbildning för konstnären Jean Portaëls i Bryssel samt vid Académie Julian i Paris.

## Konst
Bland motiven förekommer porträtt, genre-, natur-, och folklivsmotiv, det senare från inte minst samernas värld, inom vilket område hon utgjorde en pionjär.
Anna Nordlanders liv och konstnärsgärning väckte bredare uppmärksamhet först postumt. Det gav upphov till bildandet av ett konst- och kvinnomuseum i Skellefteå, Museum Anna Nordlander, grundat 1995, namngivet efter och huvudsakligen inriktat på henne.

## Eftermäle
Anna Nordlander representeras med ett antal porträtt på museer runtom i Sverige, men som kvinna föddes hon i fel tid – det fanns ett motstånd mot att hon skulle uppmärksammas för mycket. Nordlander avled 1879, bara 36 år gammal, innan hennes produktion verkligen kunde sätta fart. Uppmärksamheten kring henne tog fart särskilt från och med 1990-talet.
Skellefteå kommun äger ett fyrtiotal verk: porträtt, landskap, samiska och historiska motiv. Anna Nordlander var den första konstnär som skildrat skogssamernas liv.
Nordlander är bland annat representerad på Nationalmuseum i Stockholm, Göteborgs konstmuseum och Museum Anna Nordlander.